# Ротарий (епископ Страсбурга)
Ротарий (Ротар; лат. Rotharius, нем. Rothar; умер в 677 или 678) — епископ Страсбурга в 660-х — 670-х годах.

## Биография
В наиболее раннем из списков глав Страсбургской архиепархии сообщается, что Ротарий, до того как получить епископский сан, был герцогом. В аналогичных исторических источниках он назван епископом, управлявшим епархией после Ландберта. Ротарий занимал епископскую кафедру в Страсбурге в 660-х — 670-х годах.
Ротарий — один из двух (наряду с Ансоальдом) епископов Страсбурга VII века, упоминавшийся в современных ему документах. Наиболее ранний из них — данная около 660 года королём франков Хильдерика II дарственная хартия Мюнстерскому аббатству (другое название — Григориенталь). В 664 или 666 годах по просьбе королевы Химнехильды тот же монарх сделал пожертвование церкви Святой Марии в Шпайере. Среди подписавших этот документ персон были Ротарий, епископ Меца Хлодульф и герцоги Амельрик и Бонифаций. Около 666 года по просьбе Ротария епископ Трира Нумериан и его суффраганы (Хлодульф Мецкий, Гислоальд Верденский и Эборин Тульский) подписали дарственную хартию об основании церкви вблизи Страсбурга.
Других достоверных свидетельств о Ротарии не сохранилось. Предполагается, что он скончался в 677 или 678 году. Его преемником был Родобальд.
В Позднем Средневековье и раннем Новом времени считалось, что в 660-х годах епископом Страсбурга был Арбогаст. В том числе, это мнение основывалось на свидетельствах жития этого святого и дарственной хартии «короля Дагоберта» от 662 года. В последнем документе упоминалось, что он был составлен по повелению Дагоберта I, но из-за несоответствия даты хартии и дат жизни этого монарха было принято считать, что в документе имелся ввиду король Дагоберт II. Однако в настоящее время установлено, что Арбогаст возглавлял Страсбургскую епархию в середине VI века, а содержащиеся в средневековых исторических источниках данные о его жизни в середине VII века являются недостоверными.